# Centrale des syndicats de Curaçao
Le Sentral di Sindikatonan di Korsou (SSK - Centrale des syndicats de Curaçao) est une confédération syndicale de Curaçao. Elle est affiliée à la Confédération syndicale internationale et à la Confédération syndicale des travailleurs et travailleuses des Amériques.